# راتيوفارم أولم
راتيوفارم أولم (بالإنجليزية: ratiopharm Ulm)‏ هو فريق كرة سلة ألماني تأسس في 2001 يقع في أولم، ألمانيا. يلعب في الدوري الألماني لكرة السلة.

## وصلات خارجية
- الموقع الإلكتروني